# 薄叶玉凤花
薄叶玉凤花（学名：Habenaria austrosinensis）为兰科玉凤花属下的一个种。

## 扩展阅读
- 維基物種上的相關：薄叶玉凤花